# 古典學
古典學（Classics），有時被稱為古代研究或者古典文明研究，是人文学科的一个重要分支，研究古典学的学者被称为古典学家（Classicist）。古典学在語言學、文學、哲學、歷史學、藝術、考古学的领域内研究古代地中海世界（公元前3000年青銅器時代 - 公元後300~600年近古時代）——尤其是古典時期的希腊和罗马（公元前600年 - 公元後600年）。而古典学研究的主要方面是古希腊和古罗马作家的文学作品。

## 历史
古典学之英文词（Classics）等拉丁语族的语源来自于拉丁文classicus，意为“最高贵的、最优越的”。传统上认为古典学的第一个作家是格利乌斯；在其作品《阿提卡之夜》中，他把一位作家称为classicus scriptor, non proletarius（属于最高贵阶级的作家，而非平民之辈）。
西方古典学在人文学科中的重要性得益于拉丁语和古希腊语在历史上的重要位置。古希腊语的巨大文化影响得益于公元前5世纪希腊黄金时代的文化繁荣。而罗马帝国被基督教化後，拉丁语取代古希腊语变成基督教徒的使用语言。教会的影响使得拉丁语的研究在西罗马帝国灭亡之后得以为继。而西方古典学的真正兴起部分归功于文艺复兴对西方古代人文传统的再次挖掘。许多在西罗马帝国灭亡后丢失的文献，因得益于拜占庭帝国学者的研究和保存，被重新发现并成为文艺复兴期间学者的研究对象。

## 影响
古代地中海世界的语言极大影响了欧洲大陆语言的形成和发展，为各大语言灌输了很多各国学者都同时掌握的词汇。因此拉丁语也在黄金时代和白银时代后成为地中海世界——乃至全欧洲——的学术界通用语言（lingua franca）。在外交事务、科学研究、哲学和宗教的领域裡，许多重要的文献都是用拉丁语写成的。有名的例子包括：
- 斯宾诺莎《伦理学》（Ethica Ordine Geometrico Demonstrata）
- 笛卡尔《第一哲学沉思录》（Meditationes De Prima Philosophia）
- 牛顿《自然哲学的数学原理》（Philosophiae Naturalis Principia Mathematica）

其后，拉丁语演變为罗曼语族，而希腊语演变為现代希腊语及其方言。在科学与医学的专有名词方面，拉丁语的影响亦甚大。教会拉丁语現為罗马天主教会的官方语言，至今仍在天主教仪式中使用。